# Roxette
Roxette (транскр.  Роксет) била је шведска музичка група основана 1986. године. Чланови групе су били Мари Фредриксон (вокал и клавијатура) и Пер Гесл (вокал и гитара). Светску славу достигли су албумом Look Sharp!, а након њега је и трећи албум Joyride био једнако успешан. Највећи хитови су им песме The Look, Listen to Your Heart, It Must Have Been Love и Joyride. Успех албума Joyride и Look Sharp! доказали су и бројни златни и платинасти сертификати у Немачкој, САД и Уједињеном Краљевству. Група је престала са радом након смрти Мари Фредриксон 2019. године.

## Дискографија
- Pearls of Passion (1986)
- Look Sharp! (1988)
- Joyride (1991)
- Tourism (1992)
- Crash! Boom! Bang! (1994)
- Have a Nice Day (1999)
- Room Service (2001)
- Charm School (2011)
- Travelling (2012)
- Good Karma (2016)